# Massenmarkt
Der Massenmarkt (auch Massenkonsum) ist ein Markt mit Massenproduktion, Massenvertrieb und Massenwerbung.

## Allgemeines
Unter „Massen“ ist hierbei eine sehr hohe Stückzahl des Produktions- und auch des Absatzvolumens eines Produkts oder einer Dienstleistung zu verstehen. Es handelt sich um Massenbedarfsgüter, die hoch standardisiert sind, ihr Standard fördert die Markttransparenz bei den Nachfragern. Massenbedarfsgüter sind Handelswaren, die einheitlich von einem großen Verbraucherkreis nachgefragt werden und deren Herstellung und Absatz infolge Kostendegression zu einem niedrigen Marktpreis möglich ist. Der für den Massenmarkt notwendige Massenkonsum ist die Nachfrage nach Industrieprodukten, die eine möglichst günstige Versorgung breiter Bevölkerungsschichten ermöglichen. Die Mass Customization zielt darauf ab, den Kostenvorteil der Massenfertigung mit den individuellen Bedürfnissen der Kunden zu verbinden.

## Geschichte
Der Massenmarkt entstand in den USA durch Großunternehmen wie Sears Roebuck, E. I. du Pont de Nemours and Company oder General Electric und entwickelte sich zwischen 1880 und 1930 rasant. Als der Volkswirt Karl Bücher im Jahre 1910 das Gesetz der Massenproduktion entwickelte, lieferte er die wissenschaftliche Erklärung für den in der Massenproduktion liegenden Kostenvorteil. Die Massenproduktion entwickelte sich zum Hauptcharakteristikum der Industrieproduktion.
Eli Whitneys Einsatz des Fließbands zur industriellen Massenproduktion von Musketen im Jahre 1798 griff Henry Ford 1913 für die Automobilfertigung auf, was deren Massenproduktion beschleunigte. Ab 1940 verzeichnete die Automobilindustrie in den USA eine hohe Nachfrage, die zu einer hohen Losfertigung führte. Sie bewirkte des Entstehen  einer Überflussgesellschaft (englisch affluent society), wie dieser Massenkonsum 1958 vom Ökonomen John Kenneth Galbraith genannt wurde. Steigendes Pro-Kopf-Einkommen in den westlichen Industriestaaten förderte in der Neuzeit die Nachfrage auf den Massenmärkten. Auch bevölkerungsreiche Staaten wie Japan (Taschenrechner 1972, Unterhaltungselektronik 1977) oder China (Textil, Elektronik ab 2000) produzierten zunächst für den eigenen und nachfolgend für weltweite Massenmärkte.

## Betriebswirtschaftliche Aspekte
Massenmärkte können sich das Gesetz der Massenproduktion zunutze machen. Eine Produktion für reichweitenstarke Märkte verursacht geringere Stückkosten als kleine Losgrößen etwa bei einem Nischenmarkt. Hohe Stückzahlen ermöglichen überproportional wachsende Gewinne oder – bei konstant bleibenden Gewinnmargen – sinkende Marktpreise. Die gesamten Stückkosten sinken mit zunehmender Beschäftigung, weil – bei konstanten variablen Stückkosten – die Fixkosten pro Stück hyperbolisch fallen. Es findet eine Fixkostendegression statt. Dieses Gesetz gilt jedoch nicht nur in der industriellen Massenproduktion, sondern für jedes Unternehmen mit hohen Fixkosten.
Auf dem Massenmarkt gibt es eine geringe Produktdifferenzierung, weshalb hier eine undifferenzierte Marktbearbeitungsstrategie vorherrscht:
| Undifferenzierte Marktbearbeitungsstrategie           | Konzentrierte Marktbearbeitungsstrategie            | Differenzierte Marktbearbeitungsstrategie                    |
| ----------------------------------------------------- | --------------------------------------------------- | ------------------------------------------------------------ |
| Massenmarkt einheitliches Angebot für alle Nachfrager | Nischenmarkt spezielles Angebot für eine Zielgruppe | Klassenmarkt spezielle Angebote für verschiedene Zielgruppen |

Undifferenzierte Marktbearbeitung bedeutet, dass ohne Rücksicht auf besondere Unterscheidungsmerkmale breite Bevölkerungsschichten angesprochen werden.
Typische Merkmale der Massenproduktion sind Akkordarbeit, Schichtarbeit, Fließbandfertigung, Serienfertigung oder Sortenfertigung. Die letzten beiden lassen sich zur Massenfertigung wie folgt unterscheiden:
| Fertigungsverfahren | Charakteristikum                                                                  | Beispiel            |
| ------------------- | --------------------------------------------------------------------------------- | ------------------- |
| Serienfertigung     | mehrere Einheiten verschiedener Produkte auf unterschiedlichen Produktionsanlagen | Automobilproduktion |
| Sortenfertigung     | mehrere Einheiten verschiedener Produkte auf einer Produktionsanlage              | Buchdruck           |
| Massenfertigung     | hohe Stückzahlen auf einer Produktionsanlage                                      | Getränkeherstellung |

## Arten
Massenmärkte existieren dort, wo sehr hohe Nachfrage nach standardisierten Produkten/Dienstleistungen besteht. Das ist unter anderem der Fall in der Automobilindustrie, auf dem Energiemarkt, bei Lebens- und Nahrungsmitteln, Konfektionswaren (Prêt-à-porter), Massenmedien (Fernsehen, Printmedien, Radio), Massentierhaltung, im Massengeschäft der Kreditinstitute und Versicherer (standardisiertes Privatkundengeschäft), im Massentourismus bei Pauschalreisen, im Massenversand der Postunternehmen, im Musikgeschäft oder auf dem Telekommunikationsmarkt. Die Popmusik ist beispielsweise auf massenhafte Verbreitung ausgerichtet. Nach 1945 sorgten die Soldatensender AFN oder BFBS und ab 1965 der Beatclub für deren Durchsetzung am Massenmarkt.

## Volkswirtschaftliche Aspekte
Die jeweilige Verhandlungsmacht wird durch die Anzahl der Anbieter im Verhältnis zur Anzahl der Nachfrager bestimmt, so dass die Marktform des Polypols den Massenmarkt am ehesten kennzeichnet. Aber auch Monopole funktionierten als Massenmärkte wie etwa bis zur Postreform im Januar 1995 die Deutsche Bundespost. Entscheidend ist, dass massenweise Nachfrage besteht, die von einem (Monopol), mehreren (Oligopol) oder vielen (Polypol) Anbietern bedient wird.
Produkte oder Dienstleistungen müssen nicht stets in einem Markttyp verharren, sondern können diesen auch wechseln. Voraussetzungen sind ein sehr hohes Marktpotenzial, das ein größeres Marktvolumen ermöglicht, und ein geringer werdendes Preisniveau, das mehr Käuferschichten generiert. Fast jeder Massenmarkt begann einmal als Nischenmarkt, aber nicht jeder Nischenmarkt wird zum Massenmarkt. So begann der Personal Computer mit dem im April 1976 marktreifen Apple I mit zunächst geringem Marktvolumen auf dem Nischenmarkt. Der PC füllte nicht nur die Marktlücke der mittleren Datentechnik in Unternehmen, sondern eroberte auch die Privathaushalte. Seine rasant zunehmende Massenproduktion führte zu Preissenkungen, die den PC auch für einkommensschwächere Käuferschichten erschwinglich machten.
Um Fixkostendegression zu erreichen, wird in Unternehmen die Produktionsmenge (englisch output) bis zur bestehenden Kapazitätsgrenze bei abnehmenden fixen Stückkosten ausgedehnt. Wird die Kapazität sogar durch Erweiterungsinvestitionen erhöht, setzen sich die Größenvorteile wachsender Betriebsgröße durch Skaleneffekte in Form zunehmender Skalenerträge (englisch economies of scale) fort. Das Gesetz der Massenproduktion regt daher Unternehmen zu organischem Unternehmenswachstum an, wodurch sich die Marktanteile (und Marktmacht) steigern lassen. Je mehr die Massenproduktion ausgedehnt wird, umso mehr kann ein Unternehmen den Preis dieser Massenprodukte senken. Da die Produktion größerer Mengen niedrigere kostendeckende Preise erlaubt, kommt es zu einem Verdrängungswettbewerb, der theoretisch im so genannten natürlichen Monopol endet.